# Seno Baker
Seno Baker är en vik i Chile.   Den ligger i regionen Región de Aisén, i den södra delen av landet, 1 600 km söder om huvudstaden Santiago de Chile.
I omgivningarna runt Seno Baker växer i huvudsak blandskog.